# Acontia wolframmeyi
Acontia wolframmeyi is een vlinder van de familie van de uilen (Noctuidae). De wetenschappelijke naam van deze soort is voor het eerst voorgesteld door Hermann Hacker in een publicatie uit 2007. De soort is vernoemd naar de Duitse entomoloog Wolfram Mey.
De soort komt voor in Namibië.